# Together at Home
Together at Home war ein weltweites TV- und Live-Streaming-Ereignis, welches von der NGO Global Citizen zur Unterstützung der Weltgesundheitsorganisation sowie all der Menschen betrieben wurde, die im Kampf gegen die weltweite Ausbreitung des Coronavirus an vorderster Front stehen. Gleichzeitig sollten Regierungen und Großspender zur Unterstützung der Arbeit der Weltgesundheitsorganisation in der Corona-Krise aufgerufen werden.
Angekündigt wurde dieses Event seitens der WHO am 6. April 2020 und wurde neben Hugh Evans – CEO von Global Citizen – maßgeblich von Lady Gaga mitorganisiert. Diese hatte sich für die Vorbereitung bereits mehrere Wochen zuvor mit einem kleinen Team von Mitarbeitern in häusliche Quarantäne begeben. Am 17. April hob WHO-Generaldirektor Tedros Ghebreyesus in seiner Ankündigung der Teilnahme weltweit führender Musiker ausdrücklich Lady Gaga hervor – “[…] the result of a close collaboration with my good friend Hugh Evans […] and the inspirational Lady Gaga […]”. Nach eigenen Angaben hatte Global Citizen zu diesem Zeitpunkt bereits 35 Millionen Dollar an Spenden gesammelt. Lady Gaga betonte in einem Youtube-Video vom 6. April im Austausch mit Jimmy Fallon, dies sei keine „Fernseh-Spendengala“ – “[…] it's not a telethon it's not a fundraiser […]” – und es solle der Mut des menschlichen Geistes gefeiert werden – “[…] it's to celebrate the courage of the human spirit”.
Am 18. April begann eine sechs-stündige Pre-Show, deren online-Teil u. a. auf YouTube gestreamt wurde. Über jeweils eine Stunde wurde sie von verschiedenen Künstlern moderiert. Dies waren in der ersten Stunde Jameela Jamil, in Stunde zwei Matthew McConaughey und Danai Gurira in der dritten Stunde. Die Sängerin Becky G folgte als Moderatorin der vierten Stunde, Laverne Cox in Stunde fünf und Don Cheadle in der sechsten Stunde. Daran schloss sich unmittelbar die weltweite Fernsehausstrahlung an, welche von Jimmy Fallon, Jimmy Kimmel und Stephen Colbert präsentiert wurde.
Das Branchenblatt Variety wies darauf hin, es handele sich um eines der wenigen Male in der Geschichte, dass sich drei führende US-amerikanische Rundfunknetze – NBC, CBS und ABC – zu einer Ausstrahlung desselben auf Wohltätigkeit ausgerichteten Events zusammengeschlossen hätten. Auch seien erstmals zusätzlich so viele digitale Plattformen beteiligt, beginnend mit Apple Music über Twitter bis YouTube.
In den deutschsprachigen Ländern erfolgte die Fernsehausstrahlung durch ZDFneo, RTL, MTV und Comedy Central.

## Beteiligte an der sechsstündigenPre-Show
| Künstler                               | Musikbeitrag                                     | Land der Aufnahme             |
| -------------------------------------- | ------------------------------------------------ | ----------------------------- |
| Andra Day                              | „Rise Up“                                        | Vereinigte Staaten            |
| Niall Horan                            | „Black and White“                                | Vereinigtes Königreich        |
| Vishal Mishra                          | „Aaj Bhi“                                        | Indien                        |
| Sofi Tukker                            | „Purple Hat“                                     | Vereinigte Staaten            |
| Maren Morris und Hozier                | „The Bones“                                      | Vereinigte Staaten und Irland |
| Adam Lambert                           | „Mad World“                                      | Vereinigte Staaten            |
| Rita Ora                               | „I Will Never Let You Down“                      | Vereinigtes Königreich        |
| Hussain Al Jassmi                      | „Bahebek Wahashteni“ und „Mohem Jedan“           | Vereinigte Arabische Emirate  |
| Kesha                                  | „Rainbow“                                        | Vereinigte Staaten            |
| Lang Lang und Gina Alice Redlinger     | „Four Hands“                                     | Vereinigte Staaten            |
| Virtuelles Orchester Besetzung         | „Karneval der Tiere“ von Camille Saint-Saëns     | verschiedene Standorte        |
| Luis Fonsi                             | „No Me Doy por Vencido“                          | Puerto Rico                   |
| Jennifer Hudson                        | „Memory“                                         | Vereinigte Staaten            |
| Liam Payne                             | „Midnight“                                       | Vereinigtes Königreich        |
| Black Coffee und Delilah Montagu       | „Drive“                                          | Südafrika                     |
| The Killers                            | „Mr. Brightside“                                 | Vereinigte Staaten            |
| Eason Chan                             | „I Have Nothing“                                 | Hongkong                      |
| Lisa Mishra                            | „Sanja Ve“                                       | Indien                        |
| Milky Chance                           | „Stolen Dance“                                   | Deutschland                   |
| Charlie Puth                           | „See You Again“                                  | Vereinigte Staaten            |
| Jessie Reyez                           | „Coffin“                                         | Vereinigte Staaten            |
| Picture This                           | „Troublemaker“                                   | Irland                        |
| Jessie J                               | „Flashlight“                                     | Vereinigte Staaten            |
| Common                                 | „The Light“                                      | Vereinigte Staaten            |
| Jacky Cheung                           | „Touch of Love“                                  | Hongkong                      |
| Sebastián Yatra                        | „Robarte un Beso“                                | Kolumbien                     |
| Ben Platt                              | „I Want To Hold Your Hand“                       | Vereinigte Staaten            |
| Delta Goodrem                          | „Together We Are One“                            | Australien                    |
| Annie Lennox                           | „I Saved the World Today“                        | Vereinigte Staaten            |
| Sheryl Crow                            | „I Shall Believe“                                | Vereinigte Staaten            |
| Juanes                                 | „Mas Futuro Que Pasado“                          | Vereinigte Staaten            |
| Ellie Goulding                         | „Love Me Like You Do“                            | Vereinigtes Königreich        |
| Christine and the Queens               | „People, I've Been Sad“                          | Frankreich                    |
| Zucchero                               | „Everybody's Got to Learn Sometime“              | Italien                       |
| Jack Johnson                           | „Better Together“                                | Vereinigte Staaten            |
| Kesha                                  | „Praying“                                        | Vereinigte Staaten            |
| Cassper Nyovest                        | „Malome“                                         | Südafrika                     |
| Adam Lambert                           | „Superpower“                                     | Vereinigte Staaten            |
| Sofi Tukker                            | „Drinkee“                                        | Vereinigte Staaten            |
| Finneas                                | „Let's Fall in Love for the Night“               | Vereinigte Staaten            |
| The Killers                            | „Caution“                                        | Vereinigte Staaten            |
| Jess Glynne                            | „I'll Be There“                                  | Vereinigtes Königreich        |
| Sho Madjozi                            | „Good Over Here“                                 | Südafrika                     |
| Michael Bublé                          | „God Only Knows“                                 | Kanada                        |
| Liam Payne und Rita Ora                | „For You“                                        | Vereinigtes Königreich        |
| Common                                 | „God is Love“                                    | Vereinigte Staaten            |
| Christine and the Queens               | „Mountains We Met“                               | Frankreich                    |
| Ben Platt                              | „Bad Habit“                                      | Vereinigte Staaten            |
| Picture This                           | „Winona Ryder“                                   | Irland                        |
| Juanes                                 | „Es Por Ti“                                      | Vereinigte Staaten            |
| Eason Chan                             | „Love“                                           | Hongkong                      |
| Charlie Puth                           | „Attention“                                      | Vereinigte Staaten            |
| Leslie Odom Jr. und Nicolette Robinson | „Brown Skin Girl“                                | Vereinigte Staaten            |
| Billy Ray Cyrus                        | „Sunshine Girl“                                  | Vereinigte Staaten            |
| Ellie Goulding                         | „Burn“                                           | Vereinigtes Königreich        |
| Sheryl Crow                            | „Everyday Is a Winding Road“                     | Vereinigte Staaten            |
| Hozier                                 | „Take Me to Church“                              | Irland                        |
| Angèle                                 | „Balance ton Quoi“                               | Belgien                       |
| Sebastián Yatra                        | „Un Año“                                         | Kolumbien                     |
| SuperM                                 | „With You“                                       | Südkorea                      |
| Luis Fonsi                             | „Despacito“                                      | Puerto Rico                   |
| Jessie J                               | „Bang Bang“                                      | Vereinigte Staaten            |
| Lady Antebellum                        | „What I'm Leaving For“                           | Vereinigte Staaten            |
| Annie Lennox und Lola Lennox           | „There Must Be an Angel (Playing with My Heart)“ | Vereinigte Staaten            |
| Niall Horan                            | „Slow Hands“                                     | Vereinigtes Königreich        |
| John Legend                            | „Bigger Love“                                    | Vereinigte Staaten            |
| Jennifer Hudson                        | „Hallelujah“                                     | Vereinigte Staaten            |

## Beteiligte an der Fernsehübertragung
| Künstler                                                   | Musikbeitrag                                | Land der Aufnahme                         |
| ---------------------------------------------------------- | ------------------------------------------- | ----------------------------------------- |
| Lady Gaga                                                  | „Smile“                                     | Vereinigte Staaten                        |
| Stevie Wonder                                              | „Lean on Me“ „Love's in Need of Love Today“ | Vereinigte Staaten                        |
| Paul McCartney                                             | „Lady Madonna“                              | Vereinigtes Königreich                    |
| Kacey Musgraves                                            | „Rainbow“                                   | Vereinigte Staaten                        |
| Elton John                                                 | „I’m Still Standing“                        | Vereinigtes Königreich                    |
| The Roots feat. Jimmy Fallon                               | „Safety Dance“                              | Vereinigte Staaten                        |
| Maluma                                                     | „Carnaval“                                  | Kolumbien                                 |
| Chris Martin                                               | „Yellow“                                    | Vereinigtes Königreich                    |
| Shawn Mendes und Camila Cabello                            | „What a Wonderful World“                    | Kanada Kuba                               |
| Eddie Vedder                                               | „River Cross“                               | Vereinigte Staaten                        |
| Lizzo                                                      | „A Change Is Gonna Come“                    | Vereinigte Staaten                        |
| The Rolling Stones                                         | „You Can’t Always Get What You Want“        | Vereinigtes Königreich                    |
| Keith Urban                                                | „Higher Love“                               | Vereinigte Staaten                        |
| Burna Boy                                                  | „African Giant“ „Hallelujah“                | Nigeria                                   |
| Jennifer Lopez                                             | „People“                                    | Vereinigte Staaten                        |
| John Legend und Sam Smith                                  | „Stand by Me“                               | Vereinigte Staaten Vereinigtes Königreich |
| Billie Joe Armstrong                                       | „Wake Me Up When September Ends“            | Vereinigte Staaten                        |
| Billie Eilish und Finneas                                  | „Sunny“                                     | Vereinigte Staaten                        |
| Taylor Swift                                               | „Soon You'll Get Better“                    | Vereinigte Staaten                        |
| Lady Gaga Celine Dion John Legend Andrea Bocelli Lang Lang | „The Prayer“                                | Vereinigte Staaten Kanada Italien         |

Anmerkungen